# Kızılçukur, Sarıgöl
Kızılçukur là một xã thuộc huyện Sarıgöl, tỉnh Manisa, Thổ Nhĩ Kỳ. Dân số thời điểm năm 2011 là 1.345 người.